# Albert Schultz
Pour les articles homonymes, voir Schultz.
Charles Albert Schultz est un sculpteur français, né le 15 avril 1871 à Strasbourg et mort le 6 décembre 1953 dans la même ville.
Il a également été professeur à l’École des arts décoratifs de Strasbourg.

## Biographie
Son père, Michel Jacques Schultz, était ébéniste. Albert Schultz commence ses études d’art à Strasbourg sous la direction d’Eugène Dock. En 1891, il entre à l’École des arts décoratifs de Strasbourg, puis part à Munich l’année suivante à la suite de l’obtention d’une bourse. Il y obtient une médaille d’argent en 1895.
Il épouse sa cousine germaine Caroline-Julie-Sophie Schultz à Paris le 24 septembre 1896.
Il est nommé chevalier de la Légion d'honneur en 1923.
Albert Schultz meurt le 6 décembre 1953 à Strasbourg.

## Œuvres
- Haguenau
  - Ancienne douane sur la façade : Cadran solaire, avec deux statues de chevaliers en armure en pierre.
  - musée historique de Haguenau :
    - Herrade de Landsberg, dans le hall d'entrée ;
    - Frédéric Barberousse, statue en pierre ornant la façade.
    - Monument commémoratif des Américains libérateurs de Haguenau, bronze.
- Munster :
  - Monument commémoratif de Frédéric Kirschleger, bronze (1930)

- Strasbourg[1] :
  - Galeries Lafayette : Le Printemps, L'Été, L'Automne et L'Hiver, statues en pierre ornant le 4e étage de la façade.
  - immeuble ESCA, 28-30, avenue de la Marseillaise : fronton, bas-relief en pierre.
  - hôtel des impôts, 35, avenue des Vosges : La Loi et Le Commerce, statues en pierre ornant le fronton.
  - église Sainte-Aurélie de Strasbourg : Martin Bucer prêchant devant ses fidèles, bronze (1929).
  - musée d’art moderne et contemporain : Coq du pont du Rhin (?), statue en bronze.
  - parc de l'Orangerie : La Gardeuse d'oie, 1899, statue en bronze[3].

Œuvres d'Albert Schultz
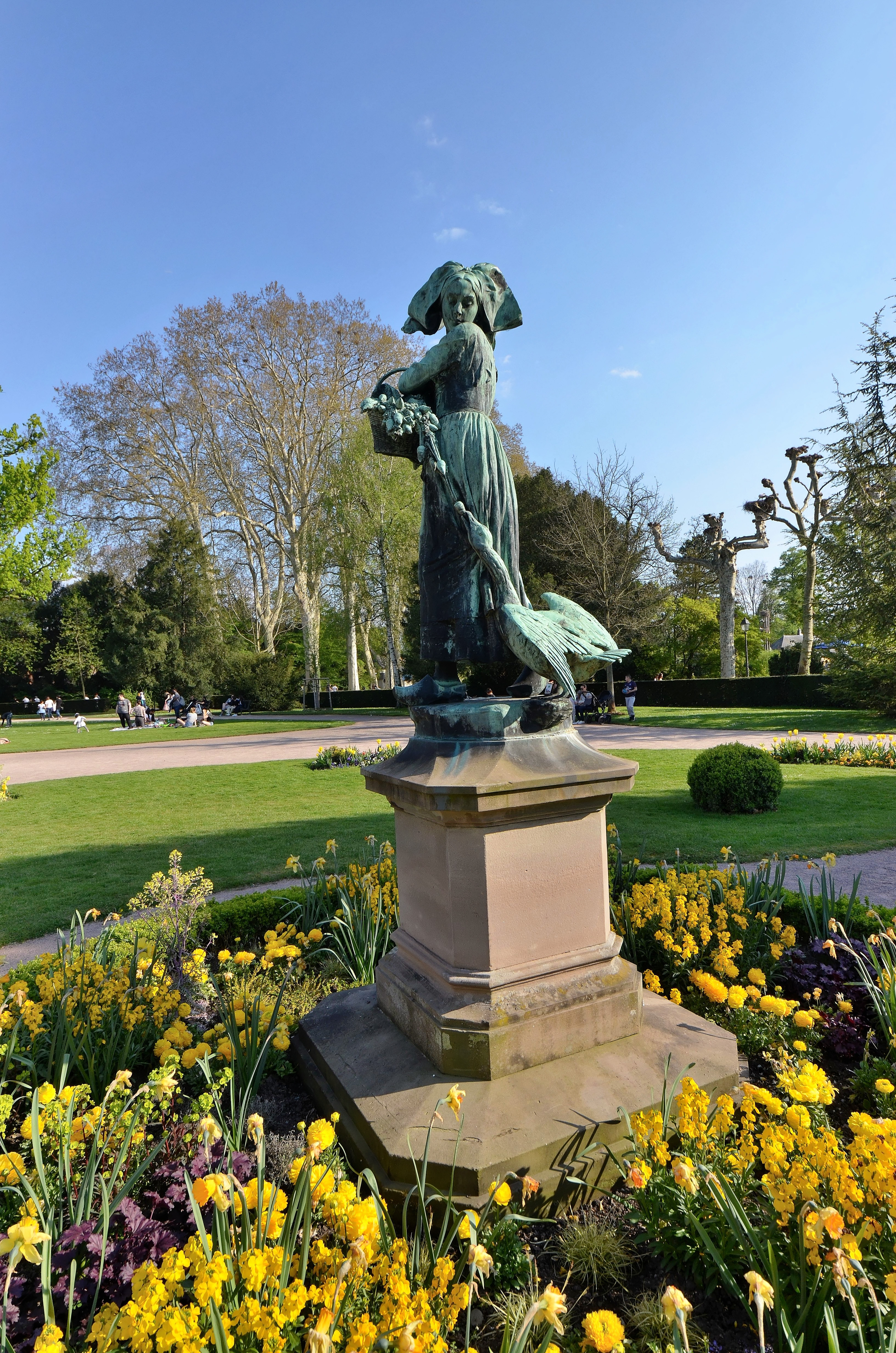
La Gardeuse d'oie (1899), Strasbourg, parc de l'Orangerie.
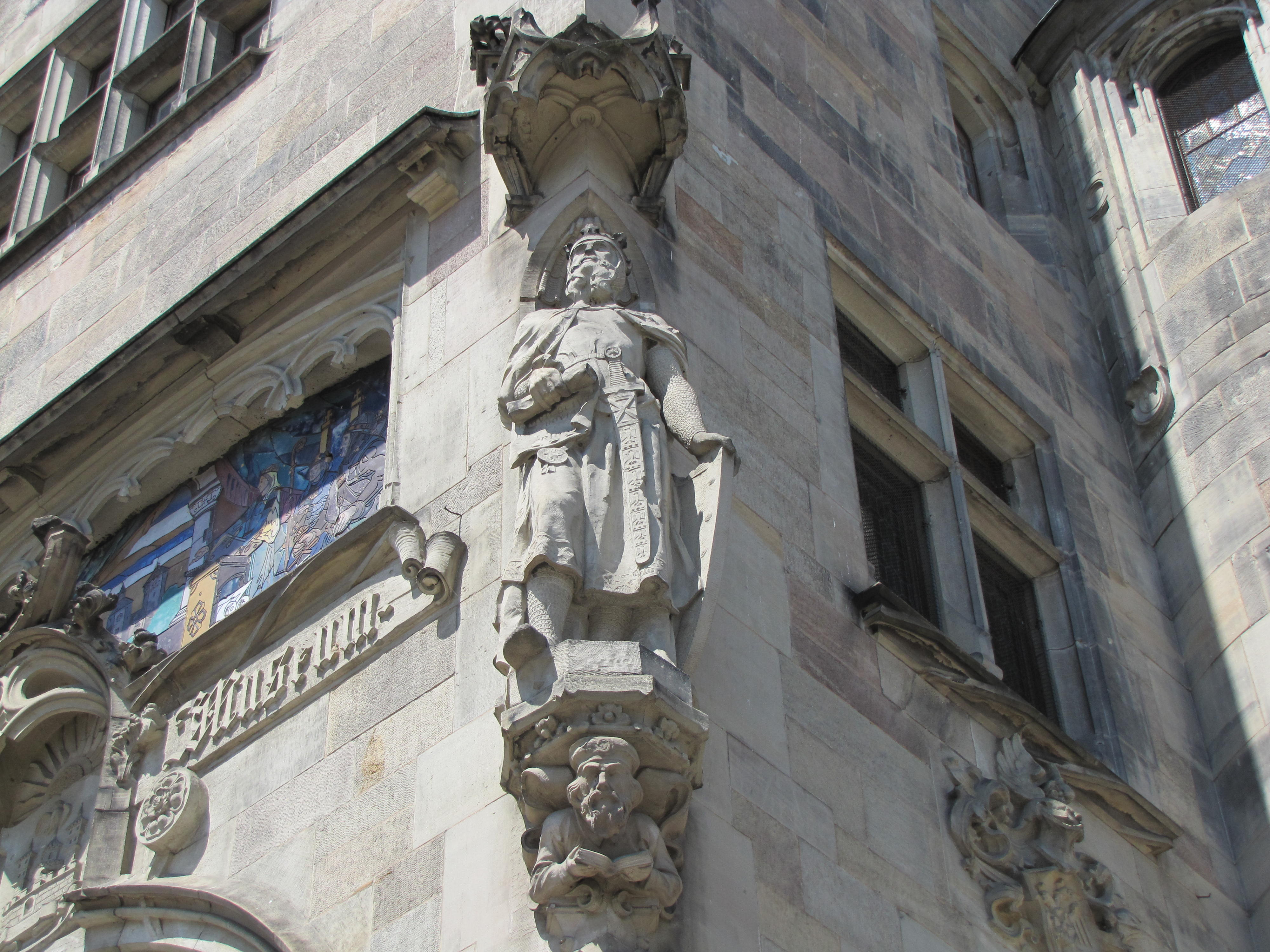
Frédéric Barberousse, musée historique de Haguenau.
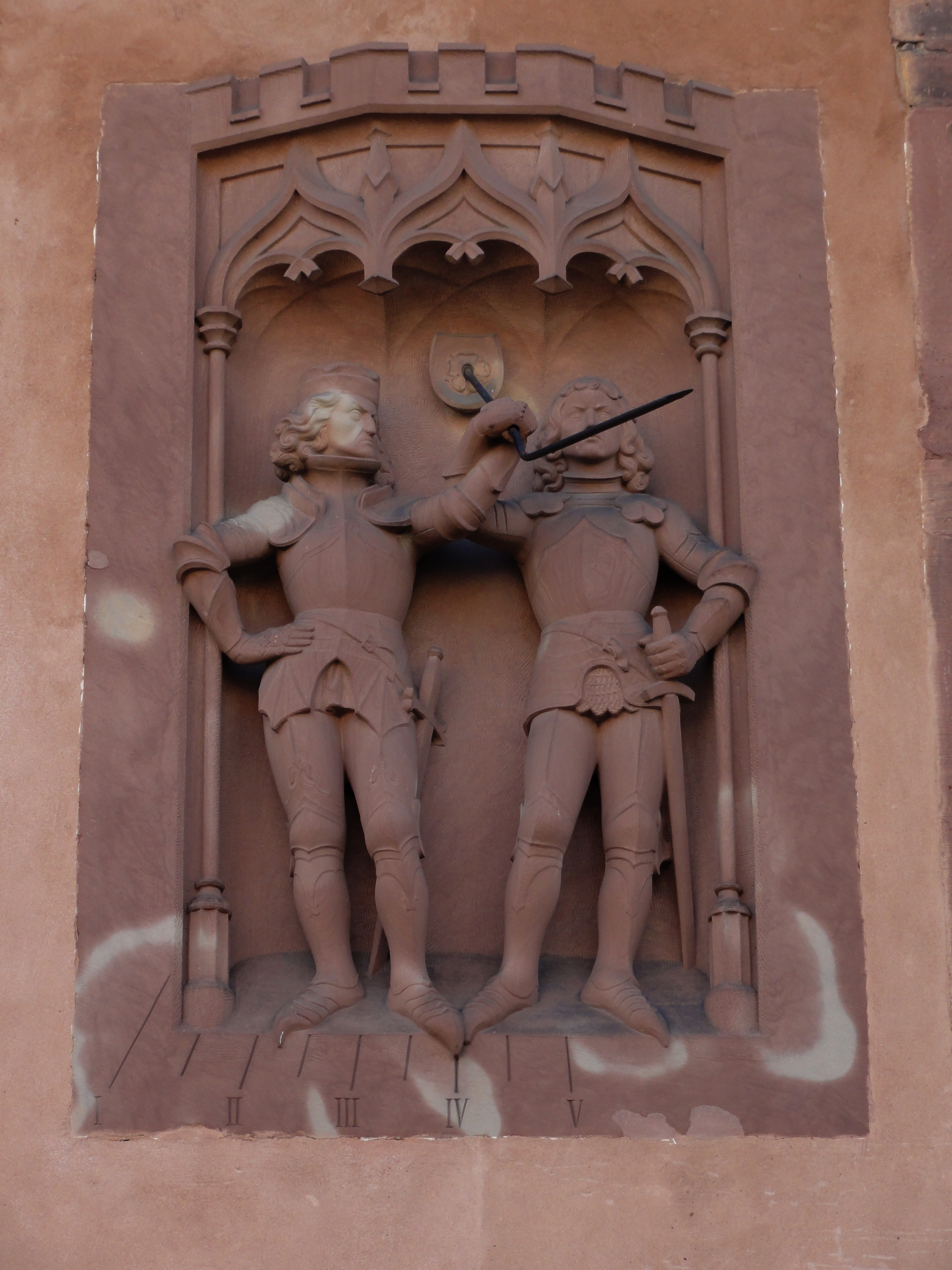
Cadran solaire, Haguenau, ancienne douane (en).
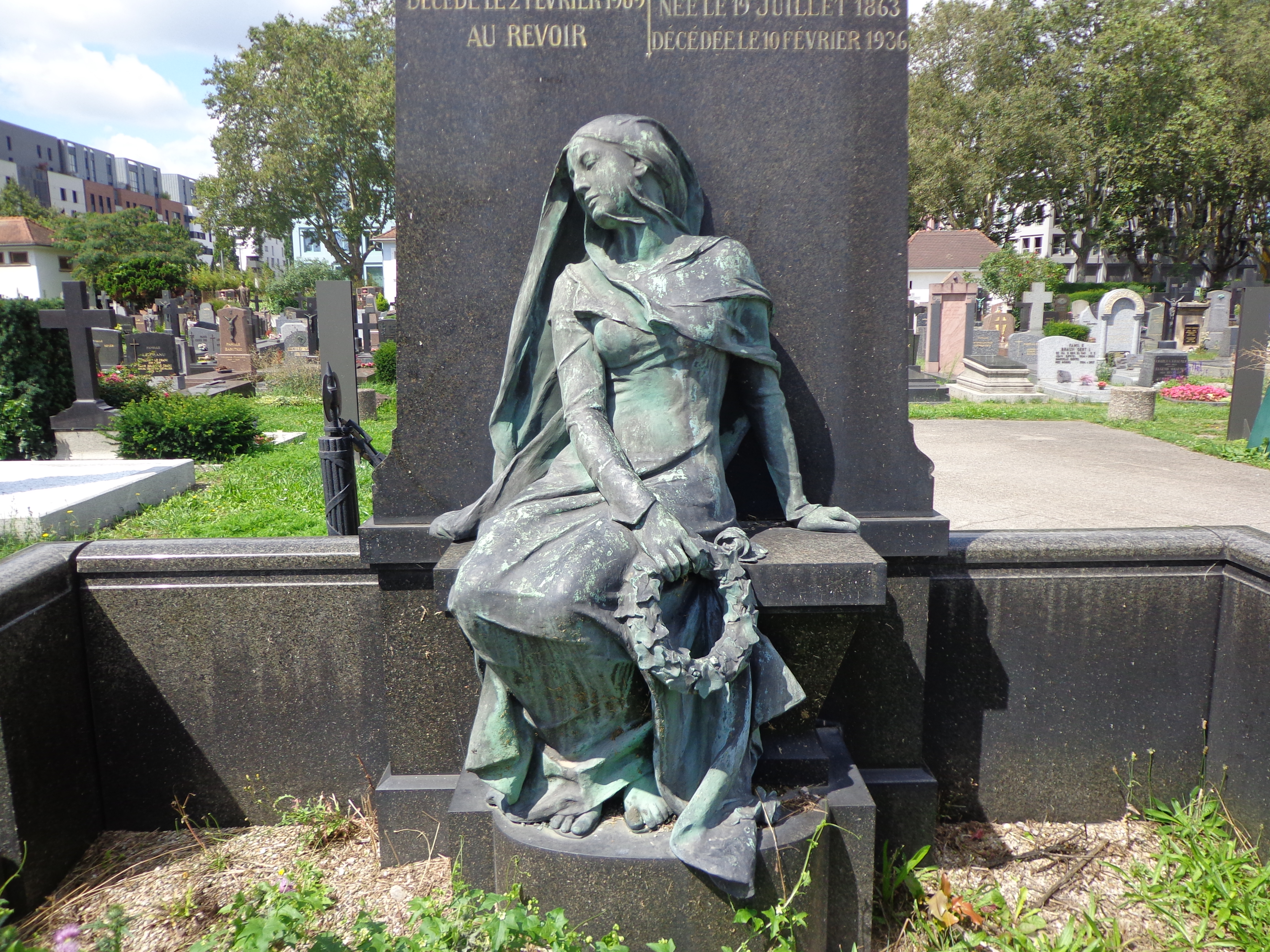
Statue (1909) d'un monument funéraire au cimetière Saint-Urbain de Strasbourg